# Kelen Tibor
Kelen Tibor (eredeti nevén Klein Tibor) (Budapest, 1937. szeptember 18. – New York, 2001. április 28.) operaénekes (tenor) és izraelita kántor volt. Kelen Péter operaénekes bátyja.

## Élete
Apai nagyapja rabbi volt, apja kereskedő. Anyai ágon kántorcsaládból származik, két testvére is ezt a hivatást választotta (Kálmán Tamás, Klein Ervin).
A Bartók Béla Konzervatóriumban Feleki Rezső tanítványa volt, majd részt vett Tito Schipa budapesti mesterkurzusán.
22 évesen, 1959-ben szerződtette a Magyar Állami Operaház, ahol Parpignolként (Puccini: Bohémélet) debütált. Kisebb szerepek után gyorsan jutott lírai és spinto-tenor főszerepekhez. Első nagy feltűnést keltő alakítása Edgard (Donizetti: Lammermoori Lucia) volt, amiről Tito Schipa nagy elismeréssel szólt. 1965-ös emigrálásáig a társulat sokat foglalkoztatott énekese volt.
Külföldön két éven át vezető európai operaházakban, például a milánói La Scalában énekelt, majd 1967-ben Kanadába költözött. Torontóban Eliezer Kirschblum kántornál képezte tovább magát a jövőbeni templomi szolgálatra.
1969-ben New Yorkba települt, ahol a New York City Opera egyik vezető tenoristája lett néhány évre. A '70-es évek első felében feladta színpadi pályafutását, teljesen a vallás felé fordult. Újabb torontói kitérő után visszatért az USA-ba, ahol Cedarhurstben lett 1975-től korai haláláig a Beth El zsinagóga ünnepelt kántora. Utolsó magyarországi szereplése az 1997-es Zsidó nyári fesztiválon volt.
Fellépéseinek egykorú tanúi rendkívül szép hangú, kiváló technikájú lírai tenorként emlékeznek rá. Kántori tevékenységét nagyon mélyen megélt vallálosság jellemezte.

## Szerepei
- Ludwig van Beethoven: Fidelio – Jacquino, Első fogoly
- Berté Henrik: Három a kislány – Második utcai énekes
- Gaetano Donizetti: Lammermoori Lucia – Sir Edgard Ravenswood
- Gaetano Donizetti: Szerelmi bájital – Nemorino
- Erkel Ferenc: Brankovics György – Gergő
- Friedrich von Flotow: Márta – Lyonel
- Joseph Haydn: Aki hűtlen, pórul jár – Nenzio
- Kenessey Jenő: Bihari nótája – [énekes]
- Ruggero Leoncavallo: Bajazzók – Beppe, Második pór
- Darius Milhaud: Francia saláta – Cinzio
- Giacomo Puccini: Bohémélet – Rodolphe, Parpignol
- Giacomo Puccini: Manon Lescaut – Lámpagyújtogató
- Giacomo Puccini: Pillangókisasszony – Tiszt
- Rossini: A sevillai borbély – Almaviva gróf
- Gioachino Rossini: Ory grófja – Lovag
- Gioachino Rossini: Tell Vilmos – Arnold
- Johann Strauss d. S.: A cigánybáró – Ottokár
- Richard Strauss: A rózsalovag – Énekes
- Giuseppe Verdi: Rigoletto – A mantuai herceg, Borsa
- Giuseppe Verdi: A trubadúr – Ruíz
- Giuseppe Verdi: La Traviata – Alfred Germont, Komornyik
- Giuseppe Verdi: A végzet hatalma – Don Alvaro
- Giuseppe Verdi: Aida – Hírnök
- Richard Wagner: A bolygó hollandi – Daland kormányosa
- Wagner: A nürnbergi mesterdalnokok – Kunz Vogelgesang
- Richard Wagner: Trisztán és Izolda – Ifjú matróz

## Díjak, kitüntetések
- 1969 – Morton Baum Prize (USA)